# Keteng Baloseng
Keteng Baloseng (* 20. Februar 1967) ist ein ehemaliger botswanischer Sprinter.

## Karriere
Baloseng nahm an den Olympischen Sommerspielen 1996 in Atlanta teil. In der 4 × 400 m-Staffel schied er in den Vorläufen aus. Er war mit den Teamkollegen Johnson Kubisa, Agrippa Matshameko und Rampa Mosveu angetreten.